# Skånska dragongruppen
Skånska dragongruppen (SDG) var en svensk militärdistriktsgrupp inom Hemvärnet som verkade åren 2000–2004. Förbandsledningen var förlagd i Hässleholms garnison i Hässleholm.

## Historia
Som ett led i försvarsbeslutet 2000 avvecklades försvars- och militärområdena den 30 juni 2000, och från och med den 1 juli 2000 organiserades i dess ställe militärdistrikt. Därmed avvecklades bland annat Skånes försvarsområde (Fo 14). De nya militärdistrikten motsvarade geografiskt sett de gamla militärområdena. Den stora skillnaden var att militärdistrikten var den lägsta nivån där chefen var territoriellt ansvarig. Inom militärdistrikten organiserades militärdistriktsgrupper, i regel en för varje län. I Skåne län organiserades den 1 juli 2000 Skånska dragongruppen och Södra skånska gruppen, vilka underställdes Södra militärdistriktet (MD S).
Inför försvarsbeslutet 2004 föreslog regeringen för riksdagen, efter förslag från Försvarsmakten, att reducera antalet militärdistriktsgrupper då det enligt Försvarsmakten skulle organiseras färre men bättre utbildade och uppfyllda hemvärnsförband. 
Försvarsbeslutet innebar bland annat att Skånska dragongruppen skulle upplösas och avvecklas den 31 december 2004. Från och med 1 januari 2005 övergick verksamheten till en avvecklingsorganisation, fram till att avvecklingen skulle vara slutförd senast den 30 juni 2006. Den 28 maj 2005 genomfördes en ceremoni med militärparad genom Hässleholm, i syfte att markera slutet på en era med Hässleholm som garnisonsstad. Avvecklingsorganisationen upplöstes i sin tur den 30 juni 2005 då avvecklingen av förbandet var slutförd. Gruppens hemvärnsbataljoner tillsammans med övriga frivilliga försvarsorganisationer inom nordöstra länet överfördes den 1 juli 2005 till Södra skånska gruppen, som antog namnet Skånska gruppen. Från den 1 januari 2006 överfördes Skånska gruppen från Södra militärdistriktet (MD S) till Södra skånska regementet (P 7).

## Verksamhet
Chefen Skånska dragongruppen var direkt underställd chefen Södra militärdistriktet både vad gällde produktionsledning av hemvärnsförbanden samt insatsledning i nordöstra Skåne län, det vill säga den del som motsvarar före detta Kristianstads län. Skånska dragongruppens uppgifter var att utbilda, organisera och administrera hemvärnsförbanden i nordöstra Skåne län. Gruppen skulle vidare stödja frivilliga försvarsorganisationer samt vara beredd att leda insatser till stöd för samhället i övrigt.

## Förläggningar och övningsplatser
När Skånska dragongruppen bildades den 1 juli 2000 lokaliserades förbandsledningen till Hässleholms garnison. 

## Heraldik och traditioner
Skånska dragongruppen var sedan den 1 juli 2000 arvtagare och traditionsbärare till Skånska dragonregementet (P 2/Fo 14) och Skånska dragonbrigaden (MekB 8). Sedan den 1 juli 2005 förs dessa traditioner vidare av Skånska gruppen.

## Förbandschefer
- 2000–2001: ???
- 2001–2004: Överstelöjtnant Nils-Olof Johansson
- 2004–2005: Överstelöjtnant Mats Johnsson
- 2005–2005: Major Anders Nilsson

## Namn, beteckning och förläggningsort
| Skånska dragongruppen                   | 2000-07-01 | – | 2004-12-31 |
| Avvecklingsområde Skånska dragongruppen | 2005-01-01 | – | 2005-06-30 |

| SDG | 2000-07-01 | – | 2005-06-30 |

| Hässleholms garnison (F) | 2000-07-01 | – | 2005-06-30 |